# Azenaide Carlos
Pour les articles homonymes, voir Carlos.
Azenaide Danila José Carlos, née le 14 juin 1990 à Luanda, est une joueuse internationale angolaise de handball.

## Biographie
Avec l'équipe d'Angola, elle participe aux championnats du monde de 2009, 2011, 2015 et 2017, avec pour meilleur résultat une 8e place en 2011.
Elle dispute aussi les Jeux olympiques d'été de 2008 et les Jeux olympiques d'été de 2012, terminant respectivement aux 12e et 10e places.
Elle est nommée porte-drapeau de la délégation angolaise aux Jeux olympiques de 2024.

## Palmarès

### En équipe nationale
Jeux olympiques
- 12e place aux Jeux olympiques 2008
- 10e place aux Jeux olympiques 2012
- 8e place aux Jeux olympiques 2016

Championnats du monde
- 11e place au Championnat du monde 2009
- 8e place au Championnat du monde 2011
- 16e place au Championnat du monde 2015
- 19e place au Championnat du monde 2017
- 15e place au Championnat du monde 2019

Championnats d'Afrique
- Médaille d'or au championnat d'Afrique 2012
- Médaille d'or au championnat d'Afrique 2016
- Médaille d'or au championnat d'Afrique 2021
- Médaille d'or aux Jeux africains de 2015.
- Médaille d'or aux Jeux africains de 2019.